# دورة الألعاب العربية 1985
لم تشهد دورة عربية سابقة.. مشاركة بالحجم الذي شهدته الدورة الرياضية السادسة في الرباط عام 1985.. وذلك بعد توقفها لمدة تسع سنوات ! شهدت الدورة حدثين بارزين.. الأول هو مشاركة جميع الدول الأعضاء في الجامعة العربية وعددها (21) دولة... والثاني هو السماح بمشاركة المرأة العربية في مسابقات الدورة للمرة الأولى منذ عام 1953 ! غاب رياضيو مصر عن الألعاب بسبب تعليق عضوية مصر في الجامعة العربية منذ عام 1979 ! جرت الدورة للفترة من 2 وحتى 16 آب/ أغسطس.. وشارك بها (3442) رياضيا ورياضية.. وتصدرت المغرب ترتيب الأوسمة.. تلاها تونس ثم العراق ! شهد منهاج الدورة للرجال إقامة المسابقات في (18) لعبة رياضية.. من بينها الغولف والزوارق الشراعية التي أضيفت لأول مرة إلى الألعاب فيما تألف منهاج السيدات من سبعة ألعاب هي: ألعاب القوى والسباحة وكرة السلة والكرة الطائرة وكرة الطاولة وكرة المضرب والجمباز ! شارك رياضيو قطر واليمن العربية والصومال وجيبوتي لأول مرة في فعاليات الدورة !

## الدول المشاركة
| - المغرب - سوريا - العراق - الأردن - فلسطين - تونس - لبنان | - ليبيا - الجزائر - الكويت - السعودية - السودان - عمان - اليمن الجنوبي | - البحرين - الإمارات - موريتانيا - قطر - اليمن الشمالي - جيبوتي - الصومال |

## الألعاب المشاركة

### للرجال
| - ألعاب القوى - كرة السلة - كرة القدم - رفع الأثقال - السباحة - الجمباز | - المصارعة - الملاكمة - الكرة الطائرة - الدراجات - الفروسية - كرة الماء | - كرة اليد - كرة المضرب - كرة الطاولة - الجودو - الغولف - الزوارق الشرعية |

### للنساء
| - ألعاب القوى - كرة السلة - السباحة | - الجمباز - الكرة الطائرة - كرة الطاولة | - كرة المضرب |

j

## توزيع الأوسمة
| الترتيب | منتخب         | ذهبية | فضية | برونزية | المجموع |
| ------- | ------------- | ----- | ---- | ------- | ------- |
| 1       | المغرب        | 57    | 38   | 32      | 127     |
| 2       | تونس          | 40    | 25   | 25      | 90      |
| 3       | العراق        | 20    | 20   | 16      | 56      |
| 4       | الجزائر       | 15    | 40   | 42      | 97      |
| 5       | سوريا         | 9     | 14   | 29      | 52      |
| 6       | ليبيا         | 6     | 5    | 1       | 12      |
| 7       | البحرين       | 4     | 1    | -       | 5       |
| 8       | لبنان         | 2     | 2    | 3       | 7       |
| 9       | قطر           | 2     | 2    | 2       | 6       |
| 10      | السودان       | 1     | 1    | -       | 2       |
| 11      | السعودية      | 1     | -    | 8       | 9       |
| 12      | اليمن الشمالي | 1     | -    | 1       | 2       |
| 13      | الأردن        | 1     | -    | -       | 1       |
| 14      | الصومال       | -     | 4    | 1       | 5       |
| 15      | الكويت        | -     | 3    | 16      | 19      |
| 16      | فلسطين        | -     | 1    | 3       | 4       |
| 17      | جيبوتي        | -     | 1    | -       | 1       |
| 18      | عمان          | -     | -    | -       | -       |
| 18      | اليمن الجنوبي | -     | -    | -       | -       |
| 18      | الإمارات      | -     | -    | -       | -       |
| 18      | موريتانيا     | -     | -    | -       | -       |

## قرارات تخص الدورة
في يناير من عام 1985 قرر مجلس وزراء الشباب والرياضة العرب في جلسته الثامنة والمنعقدة في الجزائر: الإبقاء على إقامة الدورة العربية الرياضية مرة كل أربع سنوات في أحد الأقطار العربية.. بحيث تقام الدورة السادسة في 1985 في المملكة المغربية... والدورة السابعة في الجمهورية العراقية عام 1989.. وتتوالى الدورات بعد ذلك على النحو التالي
| السنة | البلد                                   |
| ----- | --------------------------------------- |
| 1993  | المملكة الأردنية الهاشمية               |
| 1997  | الجمهورية التونسية                      |
| 2001  | دولة الإمارات العربية المتحدة           |
| 2005  | الجمهورية الجزائرية الديمقراطية الشعبية |
| 2009  | دولة البحرين                            |
| 2013  | جمهورية جيبوتي                          |
| 2017  | المملكة العربية السعودية                |
| 2021  | جمهورية السودان الديمقراطية             |
| 2025  | الجمهورية العربية السورية               |
| 2029  | جمهورية الصومال الديمقراطية             |
| 2033  | الجمهورية العراقية                      |
| 2037  | الجماهيرية الليبية                      |
| 2041  | سلطنة عمان                              |
| 2045  | المملكة المغربية                        |
| 2049  | فلسطين                                  |
| 2053  | الجمهورية الإسلامية الموريتانية         |
| 2057  | دولة قطر                                |
| 2061  | دولة الكويت                             |
| 2065  | الجمهورية اللبنانية                     |
| 2069  | الجمهوريتين اليمنيتين                   |

ولم يتحقق هذا المنهاج الذي اقترحه وزراء الشباب والرياضة العرب... حيث لم يستضف العراق الدورة في عام 1989... والتي توقفت مرة أخرى بعد غزو العراق للكويت عام 1990... قبل أن تعود من جديد في عام 1992 بعد توقف دام سبع سنوات.. وهو حالة التوقف الثالثة والأخيرة حتى الآن في منهاج الدورة !